# Hunimund El Jove
Hunimund, el Jove (en llatí: Hunimundus; lit. "sota la sobirania dels huns") va ser, segons la Getica de Jordanes, un rei ostrogot actiu a finals del segle iv o a inicis del segle v, membre de la dinastia dels Amals. Successor de Vinitari, era fill de Hermenric i pare de Torismund i potser de Gesimund. Segons Peter Heather, probablement no hauria pertangut la dinastia dels Amals, havent estat inclòs en ella com forma de reconciliar les dinasties godes en conflicte en aquest període.
Famós per la seva bellesa, era feroç en la guerra i va aconseguir derrotar els sueus en batalla. Per a Peter Heather, probablement ell hauria estat assassinat per Valamir, durant els conflictes entre diverses faccions godes pel lideratge. Segons Hyun Jin Kim, Hunimund probablement no era ostrogot, sino hun, i hauria estat parent de Valamir. Segons l'autor, ell hauria rebut com herència el domini sobre els gots i des d'aquesta posició hauria incorporat als sueus. Amb la seva mort, en data desconeguda, els gots serien regits per Torismund, i els sueus per Hunimund.